# Horcajo de Montemayor
Horcajo de Montemayor è un comune spagnolo di 192 abitanti situato nella comunità autonoma di Castiglia e León.